# Homer Simpson
 Denne artikel omhandler den fiktive figur Homer Simpson. For andre betydninger af Homer, se Homer (flertydig). (Se også artikler, som begynder med Homer Simpson)
Homer Jay Simpson er den fiktive hovedperson i den animerede tv-serie The Simpsons og far i den navnkundige familie. Dan Castellaneta lægger stemme til figuren, der optrådte første gang på tv, sammen med resten af familien, i The Tracey Ullman Shows kortfilm "Good Night" den 19. april 1987. Homer blev skabt og designet af tegneren Matt Groening, mens han ventede i lobbyen på James L. Brooks' kontor. Groening var blevet kaldt ind for at komme med forslag til en række kortfilm baseret på sin tegneserie Life in Hell, men i stedet besluttede de at oprette et nyt sæt tegneseriefigurer. Groening navngav karakteren efter sin far, Homer Groening. Efter at have været en del af The Tracy Ullman Show i tre sæsoner, fik Simpson-familien deres egen serie på tv-kanalen Fox og debuterede den 17. december 1989.
Homer er den ubehøvlede fader i Simpson-familien. Han er gift med Marge og sammen har de tre børn: Bart, Lisa og Maggie. Som familiens forsøger arbejder han på Springfield Atomkraftværk, i sektor 7G. Homer rummer flere stereotyper på den amerikanske arbejderklasse: han er rå, overvægtig, inkompetent, klodset, doven og uvidende, men han er også voldsomt opofrende for sin familie. På trods af forstads-rutinerne i sit liv har han haft en række bemærkelsesværdige oplevelser.
I de korte og tidlige episoder blev Homers stemme udført løst baseret på Walter Matthau. I anden og tredje sæson udvikler Homers stemme sig til at blive mere robust for at kunne give udtryk for en bredere vifte af følelser. Han har også medvirket i andre medier end tv – herunder videospil, The Simpsons Movie, The Simpsons Ride, reklamer og tegneserier – og inspireret en hel serie af merchandise. Hans catchphrase, det irriterede grynt "d'oh!", er blevet medtaget i The New Oxford Dictionary of English siden 1998 og Oxford English Dictionary siden 2001.
Homer er en af de mest indflydelsesrige fiktive karakterer i tv og er blevet beskrevet af den britiske avis The Sunday Times som "den største komiske opfindelse i moderne tid". Han var rangeret som den næststørste tegneseriefigur nogensinde af det amerikanske blad TV Guide, kun overgået af Snurre Snup, og blev udnævnt til den største tv-karakter igennem tiden af Channel 4-seerne. Castellaneta har vundet fire Primetime Emmy Awards for Outstanding Voice-Over Performance og en speciel-achievement-pris fra Annie Awards for at lægge stemme til Homer. I 2000 blev Homer, sammen med resten af sin familie, tildelt en stjerne på Hollywood Walk of Fame.

## Rolle iThe Simpsons
Homer Simpson er den klodsede mand, der er gift med Marge og far til Bart, Lisa og Maggie Simpson. Han er søn af Mona og Abraham Simpson. Homer har haft over 188 forskellige jobs i de første 400 episoder af The Simpsons. I de fleste episoder arbejder han som Atomar Sikkerhedsinspektør på Springfield Atomkraftværk, en stilling han har haft siden "Homer's Odyssey", den tredje episode af serien. På arbejdspladsen er Homer ofte ignoreret og helt glemt af sin chef Mr. Burns og falder hele tiden i søvn og forsømmer sine pligter. Matt Groening har udtalt, at han besluttede at give Homer arbejde på kraftværket på grund af muligheden for at få Homer til at skabe ravage. Hvert af de andre jobs har højst varet én episode. I første halvdel af serien fandt forfatterne på en forklaring på, hvordan han blev fyret fra kraftværket og derefter blev genansat i hver episode. I de senere episoder begynder han ofte i et nyt job per impuls, uden nogen omtale af hans normale beskæftigelse.
The Simpsons bruger en flydende tidslinje, hvor personerne ikke ældes fysisk, og som sådan antages showet generelt som værende fastsat i indeværende år. Men i flere episoder har begivenhederne i Homers liv været knyttet til bestemte perioder. "Mother Simpson" (sæson syv, 1995) skildrer Homers mor, Mona, som en radikal, der gik under jorden i midten af 1960'erne efter et sammenstød med politiet "The Way We Was" (sæson to, 1991) skildrer en Homer, forelsket i Marge Bouvier som senior på Springfield High School i 1970'erne  og "I Married Marge"(sæson tre, 1991) antyder, at Marge blev gravid med Bart i 1980.  Men episoden "That 90's Show" (sæson 19, 2008) modsiger store dele af denne baggrundshistorie, da den skildrer Homer og Marge som et barnløst par i begyndelsen af 1990'erne. 
Homers alder er steget i takt med, at serien har udviklet sig. Han var 36 i de første episoder, 38 og 39 i sæson otte, og 40 i den attende sæson, selvom hans alder selv i disse sæsoner er inkonsekvent. Under Bill Oakley og Josh Weinsteins periode som showrunners fandt de, at i takt med at de selv ældes, synes Homer også at blive ældre, så de hævede hans alder til 38.

## Karakter

### Skabelse
Matt Groening udtænkte Homer og resten af Simpson-familien i 1986 i lobbyen til producenten James L. Brooks' kontor. Groening var blevet indkaldt for at pitche en serie af animerede kortfilm til The Tracey Ullman Show og havde til hensigt at præsentere en tilpasset version af sin Life In Hell-tegneserie. Da han indså, at for at animere Life in Hell ville det kræve, at han opgav rettighederne til serien, besluttede Groening at bevæge sig i en anden retning  og skyndte sig i stedet at skitsere sin version af en dysfunktionel familie og navngav figurerne efter medlemmerne af sine egen familie. Homer blev opkaldt efter Groenings far, Homer Groening.  Ikke meget andet af Homers karakter var baseret på faderen og for at bevise, at betydningen bag Homers navn ikke var væsentlig, navngav Groening senere sin egen søn Homer.  Selv om Groening har udtalt i flere interviews, at Homers navnebror er hans far, hævdede han også i flere 1990-interviews, at en karakter fra Nathanael West-romanen The Day of the Locust fra 1939 gav inspiration til navngivningen af Homer.  Homers midterste initial "J", der står for mellemnavnet "Jay",  er en "hyldest" til andre animerede figurer som Bullwinkle J. Moose og Rocket J. Squirrel fra The Rocky og Bullwinkle Show som fik deres mellemste initial fra Jay Ward.
Homer fik sin debut med resten af Simpson-familien den 19. april 1987 i The Tracey Ullman Show-kortfilmen "Good Night".  I 1989 blev kortfilmene tilpasset til spin-off-serien The Simpsons, en halv times-serie der blev sendt på FOX. Homer og Simpson-familien blev hovedpersonerne i dette nye show. 

### Design
Hele Simpsonfamilien blev konstrueret således, at de ville være genkendelige i silhuet. Familien var groft udarbejdet, fordi Groening havde indsendt basale skitser til animatorerne og forventet, at de ville tegne dem op. I stedet tegnede animatorerne bare over Groenings tegninger. Homers fysiske egenskaber bruges generelt ikke i de andre karakterer – for eksempel i de senere sæsoner har ingen andre end Homer og Lenny en lignende skæglinje. Da Groening oprindeligt designede Homer satte han sine initialer i figurens hårgrænse og øre: hårgrænsen lignede et 'M' og det højre øre lignede et 'G'. Groening besluttede dog, at dette ville være for distraherende og redesignede øret til at se normalt ud. Han tegner stadig øret som et 'G' når han tegner billeder af Homer for fans.  Grundformen af Homers hoved er beskrevet af instruktøren Mark Kirkland som 'en tube-formet kaffekande med en salatskål på toppen'. Barts hoved er også kaffekandeformet, mens kugler bruges til Marge, Lisa og Maggie.  I løbet af kortfilmene eksperimenterede animatorerne med Homers mundbevægelser når han talte, og på et tidspunkt kunne munden strækkes ud "hinsides hans skæglinje" , men dette blev stoppet, da det endte med at være "ude af kontrol". I nogle tidlige episoder var Homers hår afrundet i stedet for spidst fordi animationsinstruktør Wes Archer følte, at det skulle se pjusket ud. Homers hår udviklede sig senere til konsekvent at være spidst.  I de første tre sæsoner var der i nogle nærbilleder af Homer inkluderet små linjer i hans design. Det var meningen, at disse linjer skulle være øjenbryn. Matt Groening var dog stærkt utilfreds med dem og de blev droppet. 
I sæson syv (1995) episoden "Treehouse of Horror VI", var Homer computeranimeret i en tredimensional karakter for første gang til "Homer3"-segmentet af episoden. Computeranimationsinstruktørerne hos Pacific Data Images arbejdede hårdt for ikke at "genopfinde figuren".  I det sidste minut af segmentet ender 3D Homer i den virkelig verden, i Los Angeles. Scenen blev instrueret af David Mirkin og blev den første gang en Simpson-figur havde været i den virkelige verden i serien.  Episoden "Lisa's Wedding" (sæson seks, 1995) er en flashforward, der er femten år ude i fremtiden, og Homers design blev ændret for at gøre ham ældre. Han blev omformet til at være tungere, et af hårene på toppen af hans hoved var fjernet og en ekstra linje blev lagt under øjet. Et lignende design har været anvendt i efterfølgende flashforward-episoder. 

### Stemme
Homers stemme udføres af Dan Castellaneta, der også lægger stemmer til mange af de andre figurer, herunder Abraham Simpson, Krusty, Barney Gumble, Groundskeeper Willie, borgmester Quimby og Hans Moleman. Castellaneta havde været en del af de regelmæssige stemmer i The Tracey Ullman Show og havde tidligere lavet noget voice-over arbejde i Chicago sammen med sin kone Deb Lacusta. Stemmer var nødvendige for Simpsons-kortfilmene, så producenterne besluttede at bede Castellaneta og kollegaen Julie Kavner om at lægge stemme til Homer og Marge i stedet for at ansætte flere skuespillere.  Homers stemme lyder anderledes i kortfilmene og i de første par sæsoner af selve serien, end den gør i de senere afsnit af serien. Stemmen begyndte som en løs efterligning af Walter Matthau, men Castellaneta kunne ikke "få nok kraft bag stemmen",  og kunne ikke opretholde sin Matthau-efterligning i de ni til ti timer lange indspilninger, så han måtte finde på noget lettere.  Castellaneta "gik ned i stemmeleje"  og udviklede den til en mere alsidig og humoristisk stemme i løbet af anden og tredje sæson af showet, så Homer kan dække et fyldigere udvalg af følelser. 
Castellanetas normale talestemme har ingen lighed med Homers.  For at udføre Homers stemme skal Castellaneta sænke hagen til brystet  og som han siger, "lade sin IQ forsvinde".  Mens han er i denne tilstand har han improviseret flere af Homers mindst intelligente kommentarer  såsom linjen "I am so smart, s-m-r-t" fra episode "Homer Goes To College" (sæson fem, 1993), som var en ægte fejl, lavet af Castellaneta under optagelserne . Castellaneta ynder at opholde sig i karakteren i løbet af indspilningerne  og forsøge at visualisere en scene, så han kan give den den rette stemme.  Trods Homers berømmelse hævder Castellaneta, at han sjældent bliver genkendt i det offentlige, "undtagen, måske, af Hardcore-fans". 
"Homer's Barbershop Quartet" (sæson fem, 1993) er den eneste episode, hvor Homers stemme blev leveret af en anden end Castellaneta. I episoden er Homer en del af en barbershop kvartet, kaldet Be Sharps, og på enkelte tidspunkter i afsnittet er hans sangstemme leveret af et medlem af The Dapper Dans.  Dapper Dans havde indspillet alle fire dele af sangen til de fire medlemmer af The Be Sharps. Deres sang var blandet med de normale stemme-skuespilleres stemmer, ofte med en af de sædvanlige stemmeskuespillere, der sang melodien og Dapper Dans syngende backup. 
Indtil 1998 blev Castellaneta betalt $30.000 per episode. Under en løn-tvist i 1998 truede Fox med at erstatte de seks vigtigste stemmeskuespillere med nye skuespillere. De gik så langt som til at starte forberedelsen til castingen af de nye stemmer.  Striden blev imidlertid løst og Castellaneta steg til $125.000 per episode indtil 2004, da stemmeskuespillerne krævede, at de skulle betales $360.000 per episode.  Problemet blev løst en måned senere  og Castellaneta steg til $250.000 per episode.  Efter lønforhandlinger i 2008 steg stemmeskuespillernes løn til cirka $400.000 per episode. 
Da The Simpsons Movie udkom skulle den også oversættes til dansk. Dette betød, at der skulle findes skuespillere, der ville påtage sig den opgave det var at udfylde de efterhånden tyve år gamle roller. Niels Ellegaard endte med at takke ja tak til at lægge stemme til den danske udgave af Homer Simpson, men det var ikke uden at tænke sig grundigt om først "Jeg var ikke sikker på, at jeg havde lyst til det, fordi det er så kultagtigt. Så jeg tænkte: Har jeg lyst til at stille mig på øretævernes holdeplads?" Men efter at have tænkt det igennem endte han med at sige ja. Han gik dog aldrig psykisk ind i rollen, for som han siger "...Det har jeg ikke turdet. Det er for skræmmende, synes jeg."

### Karakterudvikling
Executive producer Al Jean bemærker, at i The Simpsons-skriverværelset "elsker alle at skrive for Homer " og mange af hans eventyr er baseret på erfaringer fra forfatterne. I de tidlige sæsoner af showet var hovedfokus på Bart. Men omkring den fjerde sæson kom Homer mere i fokus. Ifølge Matt Groening var det fordi: "Med Homer er der bare en bredere vifte af vittigheder, der kan laves. Og der er meget mere drastiske konsekvenser af Homers dumhed. Der er med Bart kun så langt du kan gå med en ungdomskriminel. Vi ønskede at få Bart til at gøre alt op til det punkt, hvor han blev stillet for retten som en voksen. Men Homer er en voksen, og hans dumskalle-manerer er sjovere. [...] Homer kaster sig hovedkulds ud i hver enkelt impulsive tanke, der opstår hos ham."
Homers adfærd har ændret sig flere gange gennem den tid, serien har kørt. Han var oprindelig "meget vred" og undertrykkende overfor Bart, men disse egenskaber blev nedtonet noget i takt med, at hans personlighed blev yderligere blotlagt.  I de første sæsoner virkede Homer bekymret over, om hans familie ville få ham til at tage sig dårligt ud, men i senere episoder bekymrer han sig mindre om, hvordan han bliver opfattet af andre.  I de første år var Homer ofte portrætteret som sød og oprigtig, men i løbet af Mike Scullys tid som executive producer (sæsonerne ni 1997 til tolv, 2001) blev han mere "en bondsk, selvforskønnende drønnert".  Chris Suellentrop fra Slate Magazine skrev: "Under Scullys embedstid blev The Simpsons en tegneserie. [...] Episoder, der engang ville være endt med at Homer og Marge cyklede ind i solnedgangen [...] endte nu med, at Homer blæser en beroligende dartpil ind Marge's hals."" Fans har døbt denne inkarnation af figuren "Jerkass Homer".  Under lydoptagelses-sessioner har Dan Castellaneta afvist materiale skrevet i manuskriptet, der portrætterede Homer som værende alt for ondskabsfuld. Han mener, at Homer er "bondsk og tankeløs, men han ville aldrig være ondskabsfuld med vilje."  Da The Simpsons Movie blev redigeret var flere scener ændret eller på anden måde nedtonet for at gøre Homer mere sympatisk. 
Forfatterne har fået det til at se ud til, at Homers intelligens falder i løbet af årene; de forklarer, at dette ikke blev gjort med vilje, men det var nødvendigt at matche tidligere vittigheder.  For eksempel i "When You Dish Upon a Star" (sæson 10, 1998) inkluderede forfatterne en scene, hvor Homer indrømmer, at han ikke kan læse. Forfatterne diskuterede dette twist, fordi det ville modsige tidligere scener, hvor Homer læser, men til sidst besluttede de at holde fast ved joken, fordi de fandt det humoristisk. Forfatterne debatterer ofte, hvor langt de skal gå med at portrættere Homers dumhed; en foreslået regel er, at "han aldrig kan glemme sit eget navn". 

### Personlighed
Homers personlighed og komiske effekt ligger i hans hyppige anfald af dumhed, dovenskab og hans eksplosive vrede. Han har et lavt intelligensniveau, beskrevet af instruktøren David Silverman som "kreativt strålende i sin dumhed".  Homer viser også umådelig apati i forhold til arbejdet, er overvægtig, og "er helliget sin mave".  Homers dårlige koncentrationsevne fremgår af de impulsive beslutninger om at engagere sig i forskellige fritidsinteresser og virksomheder, kun for at "ændre ... sin mening, når tingene går dårligt".  Homer tilbringer ofte sine aftener med drikke Duff Beer på Moe's Tavern, og som vist i episoden "Duffless" (sæson fire, 1993), er han på grænsen til at være alkoholiker.  Han er meget misundelig på sine naboer, Flanders-familien, og bliver nemt rasende på Bart. Homer vil ofte kvæle Bart pr. impuls på en tegneserie-agtig måde. Den første gang Homer kvalte Bart var i kortfilmen "Family Portrait". Matt Groenings regel var, at Homer kun kunne kvæle Bart impulsivt, aldrig med overlæg da dette "synes sadistisk. Hvis vi holder det til, at han er styret af sine impulser, så kan han let skifte impulser. Så selv om han impulsivt ønsker at kvæle Bart, giver han også op forholdsvis let." En anden af de oprindelige ideer fra Groening var, at Homer ville "altid få igen af samme skuffe eller også skulle Bart også kvæle ham", men dette blev droppet.  Han viser ingen samvittighedsnag over at udtrykke sin vrede og forsøger ikke at skjule sine handlinger for folk uden for familien. Mens Homer gentagne gange har forstyrret andre menneskers liv og forårsaget alle slags kaotiske forhold i Springfield er disse begivenheder sædvanligvis et resultat af en manglende forudseenhed eller hans intense temperament, snarere end nogen ondskab. Bortset fra at udtrykke irritation overfor Ned Flanders er Homers destruktive handlinger normalt utilsigtede.
Homer har komplekse relationer til alle tre af sine børn. Han skælder ofte Bart ud, men de to deler almindeligvis eventyr og er til tider allierede. Nogle episoder, især i de senere sæsoner, viser, at makkerparret har en mærkelig respekt for hinandens list. Homer og Lisa har modsatte personligheder og han overser sædvanligvis Lisas talenter, men når der gøres opmærksom på hans forsømmelse gør han alt hvad han kan for at hjælpe hende. Han glemmer undertiden, at Maggie eksisterer, selv om Homer ofte har forsøgt at knytte bånd til hende – "Daddy" (engelsk for far) var hendes første ord. Mens Homers tankeløse narrestreger ofte generer hans familie har han også afsløret sig som en omsorgsfuld far og ægtemand: I "Lisa The Beauty Queen", (sæson fire, 1992) solgte han sin ønsketur på Duff-luftskibet og brugte pengene til at tilmelde Lisa til en skønhedskonkurrence, så hun kunne få det bedre med sig selv.  I "Rosebud", (sæson fem, 1993) opgav han muligheden for rigdom, så Maggie kunne beholde sin elskede bamse.  I "Radio Bart"(sæson tre, 1992) stod han for et forsøg på at grave Bart ud, efter at han var faldet ned i en brønd.  Og i "A Milhouse Divided", (sæson otte, 1996) arrangerede han et overraskelsesbryllup (deres andet) med Marge for at kompensere for deres utilfredsstillende første ceremoni.  Homer har imidlertid et dårligt forhold til sin far Abraham "Grampa" Simpson, som han anbragte på et plejehjem, så snart han kunne.  Simpson-familien vil ofte gøre deres yderste for at undgå unødig kontakt med Grampa, men Homer har dog vist kærlige følelser for sin far fra tid til anden. 
Homer er "en (lykkelig) slave af sine forskellige lyster"  og vil gerne sælge sin sjæl til djævlen i bytte for en enkelt doughnut.  Han er tomhjernet, men er stadig i stand til at rumme en stor mængde af viden om meget specifikke emner. Homers korte perioder af intelligens overskygges dog af meget længere og sammenhængende perioder med uvidenhed, glemsomhed og dumhed. Homer har en IQ på kun 55, som af forskellige er blevet tilskrevet det arvelige "Simpson-gen" (som i sidste ende forårsager, at alle mandlige medlemmer af familien bliver utroligt dumme),  hans alkohol problem, udsættelse for radioaktiv stråling, repetitive kranielæsioner  og en farveblyant boret ind i frontallappen i hans hjerne. I episoden "HOMR" (sæson 12, 2001) bliver Homer opereret for at fjerne den (nyopdagede) farvestift fra hans hjerne. Som direkte konsekvens heraf forøges hans IQ til 105. Selv om han får et bedre forhold til Lisa har hans nyfundne evner for forståelse og logik gjort ham mindre glad og han får derfor Moe til at genindsætte et farvekridt, hvilket gør, at hans intelligens går tilbage til det tidligere niveau.  Homer har ofte diskussioner med sin egen hjerne, som er udtrykt i voiceover. Hans hjerne har for vane at give ham tvivlsom rådgivning, til tider hjælper den ham til at træffe de rigtige beslutninger, men fejler ofte spektakulært. Den er endda blevet helt frustreret og har gennem lydeffekter forladt ham.  Homers samtaler med hans hjerne blev brugt flere gange i løbet af fjerde sæson, men blev senere afviklet efter at producenterne havde "anvendt alle mulige kombinationsmuligheder".  Disse meningsudvekslinger var ofte indført fordi de udfyldte tiden og var nemme for animatorerne at arbejde med. 
Homer er ifølge avisen L'Osservatore Romano (som også ved tidligere lejligheder har rost The Simpsons for sit realistiske og intelligente manuskript) katolik men det afviser The Simpsons-produceren Al Jean til Entertainment Weekly og udtaler at han tilhører den presbylutherske (en krydsning mellem Presbyterianisme og lutheranisme) kirke i Springfield.

### Analyse
Homer Simpson er et gennemsnitsmenneske og udspringer i flere forskellige stereotype amerikanske mænd fra middelklassen: Han er rå, overvægtig, inkompetent, klodset og på grænsen til at være alkoholiker. Matt Groening beskriver ham som "fuldstændig styret af sine impulser". Dan Castellaneta kalder ham "en hund fanget i en mands krop" og tilføjer: "Han er utroligt loyal – ikke helt ren, men du kan ikke andet end elske ham." I sin bog Planet Simpson beskriver forfatteren Chris Turner Homer som "den mest amerikanske af Simpsonerne" og mener, at mens de andre Simpson-familiemedlemmer kunne ændres til andre nationaliteter er Homer "ren amerikansk".  I bogen God in the details: American Religion i Popular Culture skriver forfatterne, at "Homers fremskridt (eller mangel på samme) afslører en figur, som kan gøre det rigtige, enten ved et uheld eller modstræbende."  Bogen The Simpsons and Philoshopy: D'oh! of Homer indeholder et kapitel, der analyserer Homers karakter. Raja Halwani skriver, at Homers "kærlighed til livet" er et beundringsværdigt karaktertræk, "for mange mennesker er fristet til kun at se Homer som værende lutter klovnerier og amoralitet. [...] Han er ikke politisk korrekt, han er mere end villig til at bedømme andre, og han synes bestemt ikke at være besat af sit helbred. Disse kvaliteter gør ikke Homer til en beundringsværdig "person", men de gør ham beundringsværdig på nogle måder og, endnu vigtigere, får os til at hige efter ham og Homer Simpsonerne i hele verden." I 2008 begrundede Entertainment Weekly udpegningen af The Simpsons som tv-klassiker ved at erklære at "vi hylder alle Simpson-patriarken Homer, fordi hans glæde er lige så håndgribelig som hans dumhed er fantastisk". 
I sæson otte-episoden "Homer's Enemy" har forfatterne besluttet at undersøge "hvordan det ville være rent faktisk at arbejde sammen med Homer Simpson". Episoden udforsker dette ved at placere en realistisk karakter med en stærk arbejdsmoral, kaldet Frank Grimes, ved siden af Homer i et arbejdsmiljø. I episoden er Homer portrætteret som en "almindelig" mand og indbegrebet af den amerikanske ånd, men i nogle scener er hans negative egenskaber og dumhed tydeligt fremhævet. Ved slutningen af episoden er Grimes, en hårdtarbejdende og udholdende "rigtig amerikansk helt", henvist til rollen som antagonist, altså mere eller mindre Homers modpol eller rival, og det er meningen, at seeren skal blive glad for, at Homer har vundet. 
I Gilligan Unbound mener forfatteren, Paul Arthur Cantor, at Homers hengivenhed til sin familie har øget populariteten af karakteren. Han skriver: "Homer er en destillation af ren faderskab. [...] Dette er grunden til, at på trods af alle hans dumheder, chauvinisme og selvcentrerede kvaliteter, kan vi ikke hade Homer. Han undlader til stadighed at være en god far, men han har aldrig opgivet at prøve, og i en grundlæggende og vigtig forstand gør det ham til en god far." The Sunday Times bemærkede, at "Homer er god, fordi han først og fremmest er i stand til at udvise stor kærlighed. Når det kommer til stykket gør han altid det rigtige for sine børn og han er aldrig utro på trods af at muligheden er opstået flere gange."

## Hædersbevisninger
Homers indflydelse på komedie og kultur har været betydelig. I 2010 kårede Entertainment Weekly ham til den største figur de sidste tyve år." Han blev i 2002 nummer to på TV Guides Top 50 over bedste tegneseriefigurer, kun overgået af Snurre Snup, og han blev nummer fem på Bravos 100 største TV-karakterer, en af kun fire tegneseriefigurer på denne liste. Hun blev nummer et i en Channel 4-meningsmåling over de største tv-figurer igennem tiden.  I 2007 satte Entertainment Weekly Homer som nummer ni på deres liste over de "50 Største TV-ikoner" og nummer et på deres 2010 liste over "Top 100-karakterer de seneste tyve år".  Homer var også sikker vinder i britiske meningsmålinger, der blev lavet for at fastslå, hvem seerne mente var "Den største amerikaner"  og hvilken fiktiv figur folk gerne ville se blive præsident i USA.
Dan Castellaneta har vundet flere priser for at lægge stemme til Homer, herunder fire Primetime Emmy Awards for "Outstanding Voice-Over Performance": I 1992 for "Lisa's Pony", 1993 for "Mr. Plow",  i 2004 for "Today I Am A Clown" og i 2009 for "Father Knows Worst".  Dog var det i tilfældet med "Today I Am A Clown" for at lægge stemme til diverse figurer og ikke udelukkende for Homer. I 1993 fik Castellaneta en særlig Annie Award, "Outstanding Individual Achievement in the field of Animation", for hans arbejde som Homer på The Simpsons.  I 2004 vandt Castellaneta og Julie Kavner (Marges stemme) en Young Artist Award for "Mest populære Mor & Far i en tv-serie".  I 2005 var Homer og Marge nomineret til en Teen Choice Award for "Choice TV Parental Units".  Forskellige episoder, hvor Homer markerer sig kraftigt, har vundet Emmy Awards for Outstanding Animated Program, herunder "Homer vs Lisa og the 8th Commandment" i 1991, "Lisa's Wedding" i 1995, "Homer's Phobia" i 1997, "Trash of the Titans" i 1998, "HOMR "i 2001, "Tre Gays of the Condo" i 2003 og "Eternal Moonshine of the Simpson Mind" i 2008.  I 2000 blev Homer og resten af Simpsonfamilien tildelt en stjerne på Hollywood Walk of Fame. Den ligger på 7021 Hollywood Boulevard. 

## Kulturel indflydelse
Homer Simpson er en af de mest populære og indflydelsesrige tv-karakterer i en række henseender. USA Today udnævnte i 2007 karakteren som værende en af de "25 mest indflydelsesrige personer i de seneste 25 år" og tilføjede, at Homer er "indbegrebet af ironi og respektløshed i kernen af amerikansk humor."  Robert Thompson, direktør for Syracuse Universitys Center for Studiet af Populær TV mener, at om "tre århundreder fra nu, vil engelske professorer blive enige om, at Homer Simpson er en af de største kreationer i menneskelig historiefortælling."  Animationshistoriker Jerry Beck beskriver Homer som en af de bedste animerede figurer. Han siger: "Du ved, at nogen kan lide det, eller du kan identificere dig med det. Det er virkelig nøglen til en klassisk figur."  Homer er blevet beskrevet af The Sunday Times som "den største komiske kreation i moderne tid". Artiklen bemærkede, at "hver årgang har brug for sin store, trøstende fiasko. Sin elskelige, selvhøjtidelighedsfri middelmådighed. Og vi har vores i Homer Simpson."
Homer er blevet beskyldt for at have dårlig indflydelse på børn. En undersøgelse foretaget i Storbritannien i 2005 viste, at 59% af forældrene mente, at Homer virkede fremmende for en usund livsstil.  En fem år lang undersøgelse af mere end 2.000 midaldrende mennesker i Frankrig fandt en mulig sammenhæng mellem vægt og hjernefunktion, hvoraf resultaterne blev døbt "Homer Simpson-syndromet".  Resultater fra en hukommelsestest med ord viste, at folk med et body mass index (BMI) på 20 (anses for at være et sundt niveau) huskede et gennemsnit på ni ud af 16 ord. Derimod kunne personer med en BMI på 30 (inde i det fede område) huske et gennemsnit på kun syv ud af 16 ord. 
Trods Homers legemliggørelse af den amerikanske kultur har hans indflydelse spredt sig til andre dele af verden. I 2003 afslørede Matt Groening, at hans far, efter hvem Homer var opkaldt, var canadisk, og han sagde, at dette faktisk gjorde Homer canadisk.  Figuren blev senere tildelt æresborgerskab i Winnipeg, Canada, i det virkelige liv, fordi Homer Groening menes at være fra Manitoba-hovedstaden, selv om kilder hævder, at den ældste Groening faktisk var født i Saskatchewan. I 2007 blev et billede af Homer malet ved siden af Cerne Abbas giganten i Dorset, England, som en del af et salgsfremstød for The Simpsons Movie. Dette forårsagede harme blandt de lokale neopaganere, der udførte "regnvejrsmagi" som et forsøg på at få det skyllet væk. I 2008 blev en falsk spansk euromønt fundet i Avilés, Spanien, med ansigtet af Homer, der havde erstattet billedet af Kong Juan Carlos I.  Den 9. april 2009 afslørede United States Postal Service en serie på fem 44 cent frimærker med Homer og de fire andre medlemmer af Simpson-familien. De er de første figurer fra en tv-serie der modtager denne anerkendelse, mens serien stadig er i produktion.  Frimærkerne, designet af Matt Groening, kom i handelen den 7. maj 2009.
Homer, med stemme af Castellaneta, har optrådt i flere andre tv-serier, herunder sjette sæson af American Idol, hvor han åbnede showet,  The Tonight Show med Jay Leno, hvor han udførte en speciel animeret indledende monolog den 24. juli 2007  og 2008-velgørenhedsudsendelsen Stand Up to Cancer, hvor han blev vist mens han fik en koloskopi. 

### D'oh
Homers slagord, det irriterede grynt "D'oh!", bliver typisk udstødt når han kommer til skade, hvis han indser, at han har gjort noget dumt eller hvis noget slemt er sket eller er på vej til at ske med ham. Under stemmeoptagelserne til en af Tracey Ullman Show-kortfilmene skulle Homer sige det, der i manuskriptet blev kaldt "an annoying grunt". Dan Castellaneta gjorde det som et "d'ooooooh", der blev trukket ud. Dette var inspireret af Jimmy Finlayson, den mustacheprydede skotske skuespiller, der optrådte i 33 Gøg og Gokke-film. Finlayson havde brugt udtrykket som en ed i stedet for ordet "Damn!" Matt Groening mente, at det bedre ville passe til timingen af animationen, hvis det blev sagt hurtigere. Castellaneta forkortede det derefter til et hurtigt sagt "d'oh!"  Det første forsætlige brug af d'oh! fandt sted i Ullman-kortfilmen "The Krusty The Clown Show",(1989) og den første brug i serien var i premiere-afsnittet, "Simpsons Roasting on an Open Fire". 
"D'oh!" blev føjet til The New Oxford Dictionary of English i 1998. Det er defineret som et tilråb, "der bruges til at kommentere, at en sag opfattes som tåbelig eller dum".  I 2001 blev "d'oh!" tilføjet til Oxford English Dictionary, uden apostrof. Definitionen af ordet er "udtryk for frustration over den erkendelse, at tingene har vist sig dårlige eller ikke som planlagte, eller at man netop har sagt eller gjort noget dumt". I 2006 blev "d'oh!" placeret på sjettepladsen på TV Lands liste over de 100 største tv slagord.  "D'oh!" er også inkluderet i The Oxford Dictionary of Quotations. Bogen indeholder en række andre citater fra Homer, herunder "Kids, you tried your best and you failed miserably. The lesson is never try", fra "Burns' Heir" (sæson fem, 1994) samt "Kids are the best, Apu. You can teach them to hate the things you hate. And they practically raise themselves, what with the Internet and all", fra "Eight Misbehavin'" (sæson 11, 2000). Begge citater er opført i ordbogen i august 2007.

### Merchandise
Homers tilstedeværelse i mange Simpson-publikationer, legetøj og andre varer er bevis for hans vedvarende popularitet. The Homer Book, om Homers personlighed og kendetegn, blev udgivet i 2004 og er stadig i handelen.  Den er blevet beskrevet som "en underholdende lille bog til lejlighedsvis læsning" og blev opført som en af "de mest interessante bøger fra 2004" af avisen The Chattanoogan.  Andet merchandise omfatter dukker, plakater, figurer, bobblehead-dukker, krus, vækkeure, puslespil og Chia-dukker foruden tøj, såsom hjemmesko, T-shirts, kasketter og boxershorts. Homer har optrådt i reklamer for 1-800-COLLECT, Burger King, Butterfinger, CC Lemon, Church's Chicken, Domino's Pizza, Intel, Kentucky Fried Chicken, Ramada Inn, Subway og TGI Friday. I 2004 medvirkede Homer i en MasterCard-priceless reklame, der blev sendt i løbet af Super Bowl XXXVIII. I 2001 lancerede Kelloggs et helt nyt morgenmadsprodukt, der kaldtes "Homer's Cinnamon Donut Cereal" og som var i handelen i en begrænset periode.  I juni 2009 meddelte den hollandske GPS-fabrik TomTom, at Homer ville blive tilføjet som en stemme, det er muligt at downloade til sin GPS. Homers stemme, indspillet af Dan Castellaneta, har adskillige karakteristiske bemærkninger som fx "Take the third right. We might find an ice cream truck! Mmm... ice cream."
Homer har optrådt i andre medier i forbindelse med The Simpsons. Han har optrådt i hvert eneste af The Simpsons videospil, herunder det nyeste, The Simpsons Game. Ud over tv-serien optræder Homer regelmæssigt i udgaver af Simpsons Comics, som blev offentliggjort første gang den 29. november 1993 og stadig udgives månedligt. Homer spiller også en rolle i The Simpsons Ride, som blev lanceret i 2008 i Universal Studios Florida og Hollywood.